# Département de Lules
Le département de Lules est une des 17 subdivisions de la province de Tucumán, en Argentine. Son chef-lieu est la ville de Lules.
Le département a une superficie de 540 km2. Sa population s'élevait à 57 235 habitants, suivant le recensement de 2001 (source : INDEC).

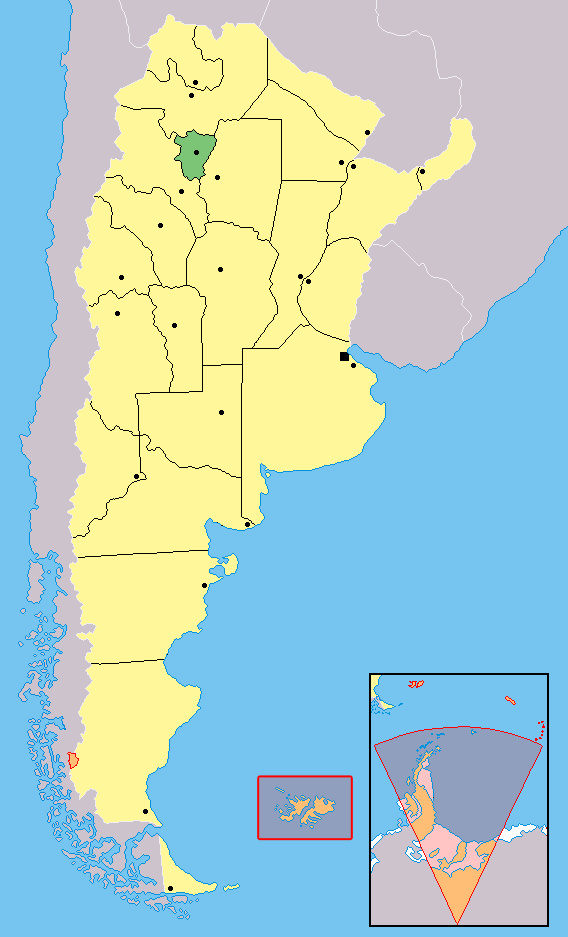
La province de Tucumán en Argentine